# Butte-aux-Cailles

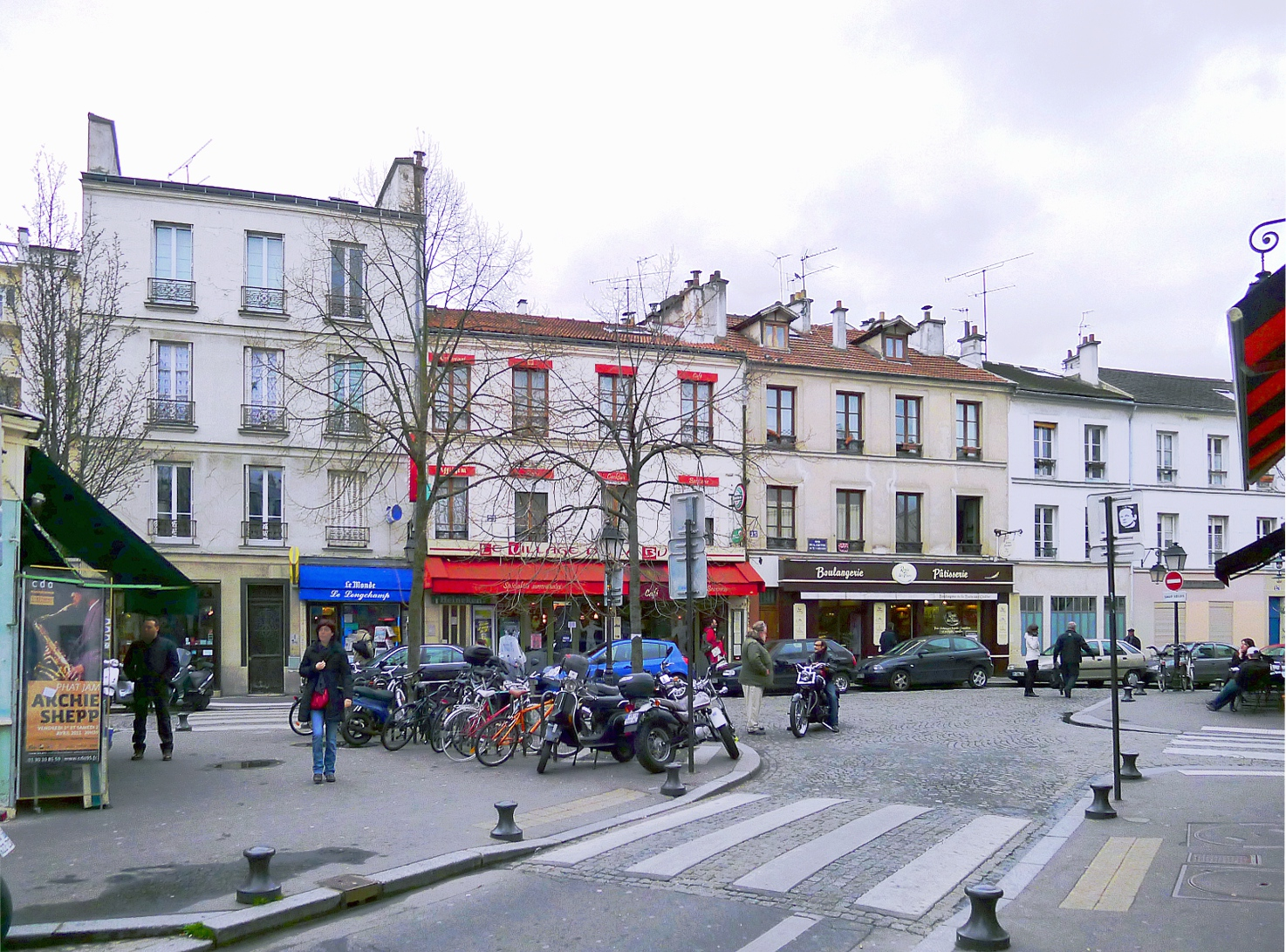
Top van de Butte-aux-Cailles op het kruispunt van de rue des Cinq-Diamants en de rue de la Butte-aux-Cailles

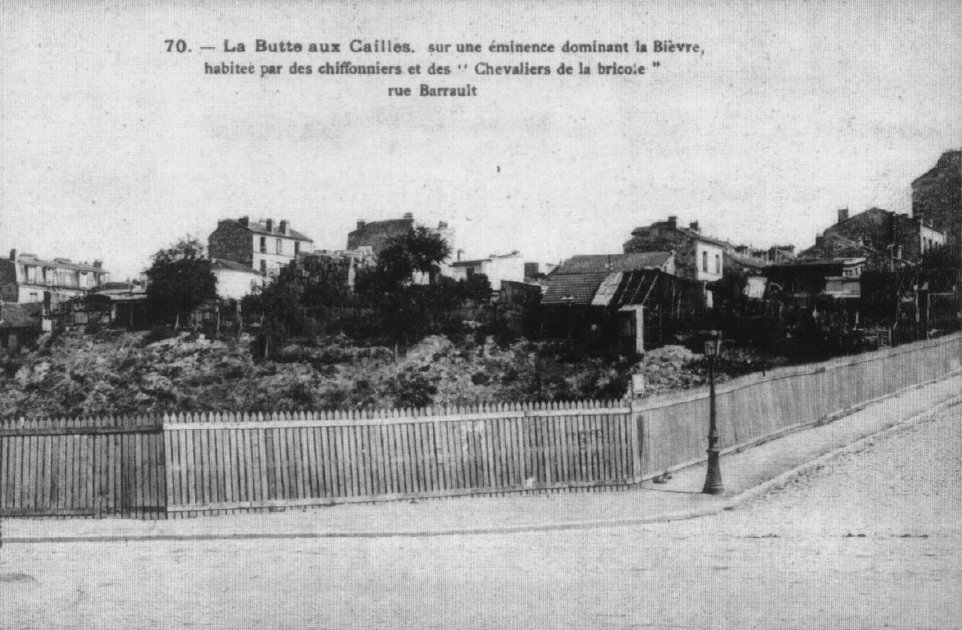
Zicht op de Butte-aux-Cailles vanuit de rue Barrault - circa 1900

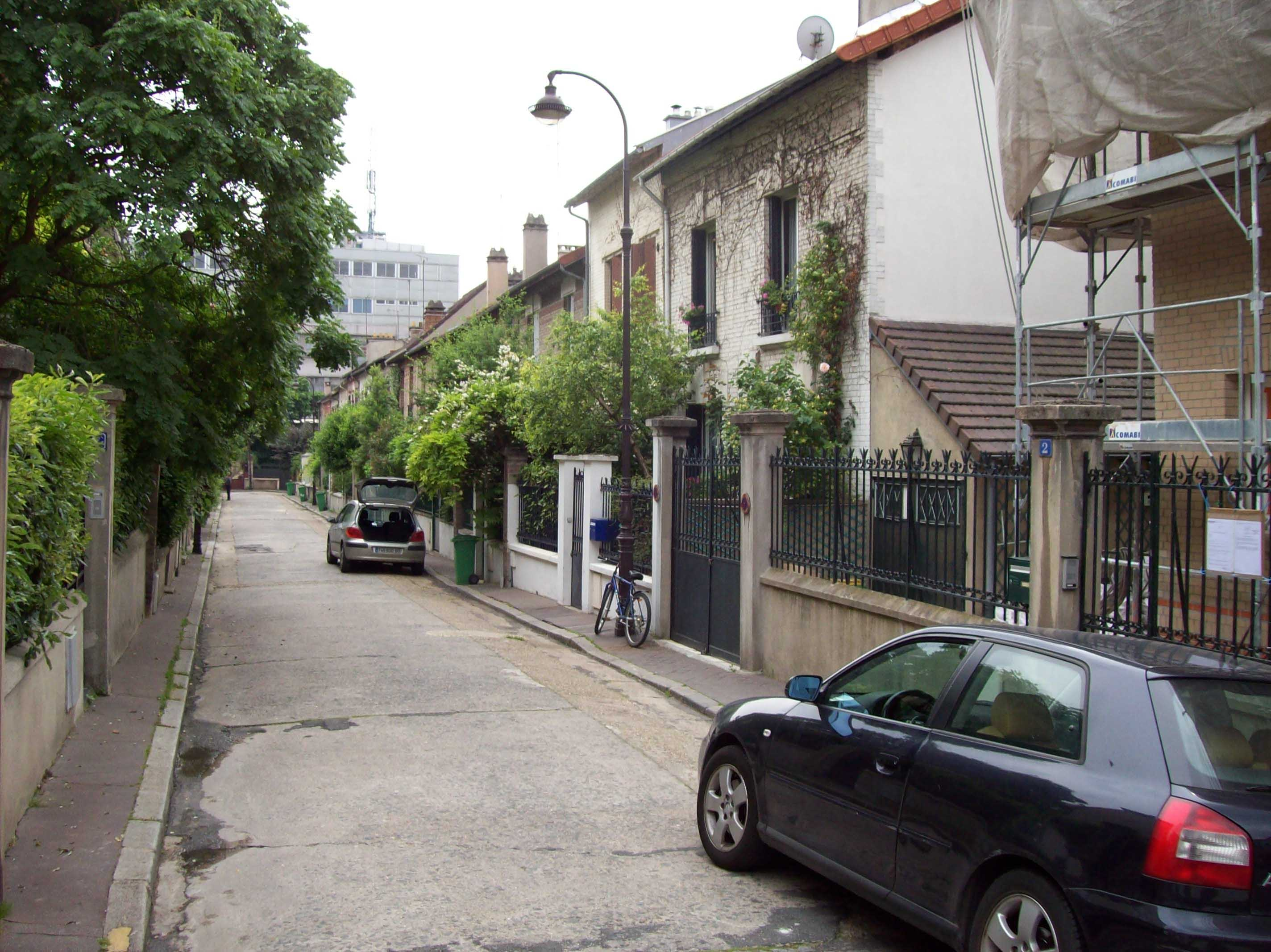
Zicht op de Villa Daviel

De Butte-aux-Cailles is een van de zeven heuvels van Parijs. Hij is 63 meter hoog en ligt in de wijk Quartier de la Maison-Blanche van het 13e.
De heuvel ligt op de Rive Gauche, in het 13e arrondissement van Parijs. De heuvel was oorspronkelijk een gebied met een mengeling van weiden en bossen, later aangevuld met wijngaarden.  De hoogte maakte de locatie ook geschikt voor windmolens, 28 meter boven het waterniveau van de Bièvre. La Butte-aux-Cailles dankt haar naam aan Pierre Caille, die het eigendom van de gronden in 1543 verwierf.
In de zeventiende eeuw werd op de heuvel schelpkalksteen gewonnen. De nabijheid van het water van de Bièvre faciliteerde ook een aantal specifieke ambachten, zoals ververijen, leerlooierijen en wasserijen, een combinatie die leven in deze buurt ongezond maakte.
Op 21 november 1783 maakten de ballonvaarders de Markies d'Arlandes en Pilâtre de Rosier op de Butte-aux-Cailles hun noodlanding, na een vlucht van meer dan twintig minuten. Die gebeurtenis wordt herdacht door het buurtparkje Jardin de la Montgolfière aan de rue du Moulinet.
In 1784-1785 werd de Muur van de Belastingpachters gebouwd ten noorden van de heuvel, op het tracé van de huidige boulevard Auguste-Blanqui, waardoor de Butte-aux-Cailles buiten de hoofdstad kwam te liggen, evenwel direct aan de poorten van de stad.
In 1860 werd de Butte, die tot de gemeente Gentilly behoorde, aangehecht bij het grondgebied van Parijs, in een golf van gebiedsannexaties door de hoofdstad.
Van 1828 tot 1910 voerde de stad Parijs werkzaamheden uit om de bedding van de Bièvre te overdekken. De Butte kreeg geleidelijk haar huidige uiterlijk aan het begin van de twintigste eeuw en bleef een dorp in het hart van Parijs. De stedenbouwkundige ingrepen naar plannen van Georges-Eugène Haussmann in het Tweede Keizerrijk spaarden deze perifere wijk. Dit was een gevolg van de aanwezigheid van de kalksteengroeven in de ondergrond, waardoor de bouw van zware gebouwen enkel gerealiseerd kon worden na (dure) opvulling van de groeveholtes. De groei van Parijs, met steeds schaarsere en dus duurdere grondprijzen, maakte dat deze opvulling toch meer en meer werd uitgevoerd.
François Arago leverde het idee, de toenemende waterschaarste op de heuvel aan te pakken door een artesische put te boren. Prefect Haussmann leverde de bouwopdracht af op 19 juni 1863. Het zou tot november 1903 duren vooraleer uit de 582 meter diepe put gemiddeld zo'n 6.000 m³ liter water per dag aan de hoofdstad geleverd kon worden. In 2000 werd de put nog verder verdiept, tot 620 meter.
De oude stadscampus van Télécom ParisTech (voorheen de École nationale supérieure des télécommunications) is gelegen op de heuvel aan de rue Barrault. De heuvel – en de gelijknamige buurt – zijn bereikbaar vanuit de metrostations Place d'Italie en Corvisart.